# Taumatrópio

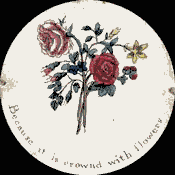
Lado do Thaumatrópio com flor

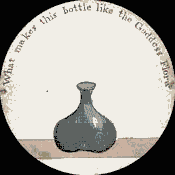
Lado do Thaumatrópio com vaso

Taumatrópio em movimento, reunindo flor e vaso, 1825

Taumatrópio é um brinquedo que foi popular na Era Vitoriana. 

## História
Inventado em 1824, por Peter Mark Roget que apresentou  um artigo à Royal Society de Londres intitulado The Persistence of Vision with Regard to Moving Objects  ("A persistência da Visão no que Concerne à Objetos em Movimento" em tradução livre) onde abordava e discutia uma certa sensação ilusória de se enxergar uma roda (de carruagem) rodar ao contrário, durante seu movimento normal de rotação. Por muitos anos a teoria da Persistência Retiniana comandou o campo da neurofisiologia e neurologia acerca do processo de percepção das imagens. Desde as primeiras décadas do século XX, pesquisas mais apuradas comprovaram que essa teoria, apesar de lógica, não explica satisfatoriamente os processos de formação da imagem no nosso cérebro. Atualmente, a ciência, cita os efeitos phi (Φ) e beta (β) como os mecanismos responsáveis pelo processo de formação das imagens em movimento.

## Como funciona
Um disco de papelão com uma imagem em cada lado é preso a dois pedaços de barbante. Quando as cordas são torcidas rapidamente entre os dedos as imagens dos dois lados parecem se combinar em umas graças aos princípios da persistência da visão.
Por exemplo, se for desenhado num lado do disco uma gaiola e no outro um passarinho, ao rodar o fio esticado as duas imagens fundem-se dando a impressão de que o pássaro está dentro da gaiola.

## Referência  Bibliográfica
1. ↑  MANNONI, Laurant. A Grande Arte da Luz e da Sombra: Arqueologia do Cinema. São Paulo: Editora SENAC; São Paulo: UNESP, 2003.
2. ↑  AUMONT, Jacques. A Imagem. Campinas: Papirus Editora, 1993.